# Calvarrasa de Abajo
Calvarrasa de Abajo là một đô thị ở tỉnh Salamanca, phía tây Tây Ban Nha, cộng đồng tự trị Castile-Leon. Calvarrasa de Abajo có cự ly 10 kilômét so với thành phố tỉnh lỵ Salamanca và có dân số 1021 người. Đô thị này có diện tích 28,16 km².
Đô thị này nằm ở khu vực có độ cao 782 mét trên mực nước biển.
Mã số bưu chính là 37181.